# Рядовой состав

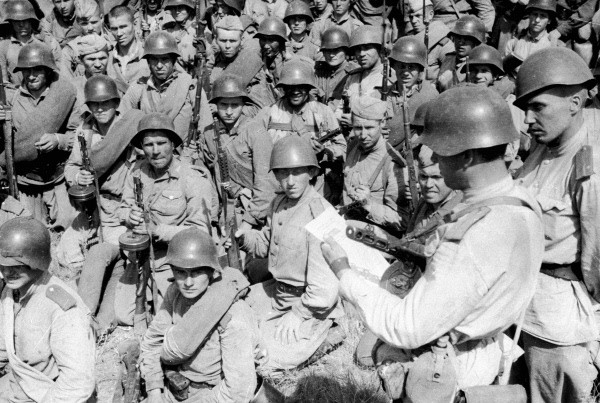
Начальствующий и рядовой состав РККА, красноармейцам читают боевой листок перед началом наступления, 3 сентября 1943 года

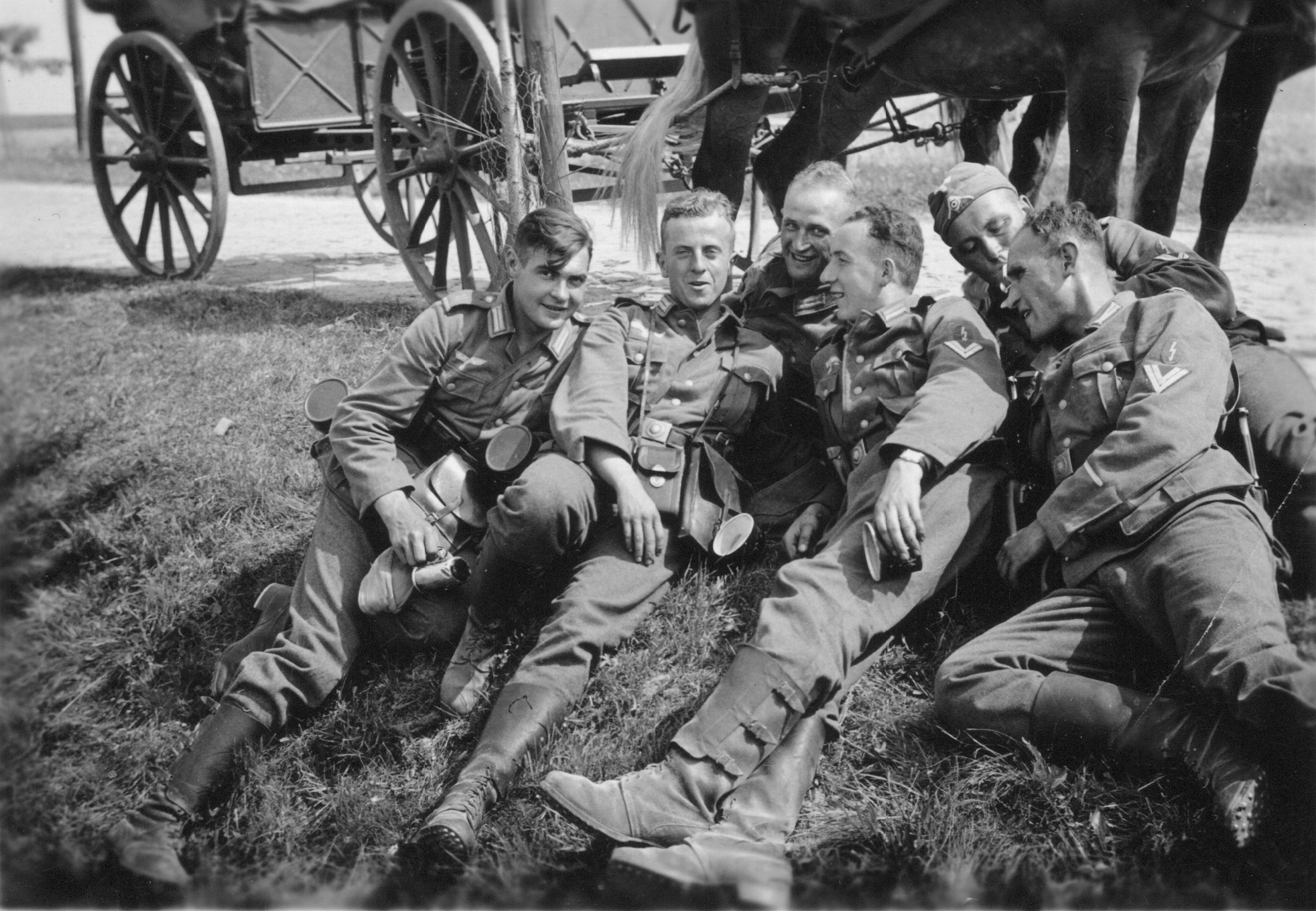
Обер-ефрейтор и рядовой состав Вермахта, 1935 год

Рядовой состав — категория военнослужащих и военнообязанных (граждан в запасе), имеющих воинские звания, войсковые — рядовой, ефрейтор (а по информации из Советской военной энциклопедии в некоторых армиях, например во французской, также капрал) и корабельные — матрос, старший матрос.
Контингент лиц, который попадает под определение понятия рядовой состав, и его правовое положение в служебной иерархии регламентируется соответствующими законами и другими нормативными актами каждого конкретного государства.
В правоохранительной службе Российской Федерации — России также есть рядовой состав, и к ним относятся:
- Рядовой полиции (ранее милиции);
- Рядовой внутренней службы;
- Рядовой юстиции;
- и так далее.

## В разных государствах
С развитием цивилизаций совершенствовалось и их военное дело. Создавались различные воинские формирования (например на Руси, дружина и войско, делившиеся на десятки, пятидесятки, сотни и тысячи, в зависимости от размера русского войска) вооружённой силы, и их личный состав стал разделяться на различные категории, и соответственно различаться по составам, так появился начальствующий (командиры, начальники) и рядовой, которые имели в разных государствах свои названия, употреблявшие в повседневной деятельности и законодательствах. Позднее стали появляться воинские должности и звания, так появилось и звание «рядовой», которое установлено во многих вооружённых силах.
В древнем Риме рядовой солдат назывался калигати (caligati), от калиги (caligae) названия простых полусапог , покрывавшие голени до половины.

### Россия

#### СССР
С 1918 года в вооружённых силах Советской России к категории рядового состава относились военнослужащие со званиями красноармеец и краснофлотец, а с 1940 года — также ефрейтор и старший краснофлотец. В 1946 году для этой категории было установлено обобщающее наименование «солдаты и матросы».

#### Российская Федерация
В соответствии с законом «О воинской обязанности и военной службе» в 1998 году было принято наименование «солдаты, матросы, сержанты и старшины».

### Знаки различия в России
У рядового состава на погонах никаких других знаков различия (звёздочек, угольников, полосок) нет, кроме выпушки, форменных пуговиц или литер (у некоторых). А для учащихся (курсантов) учебных заведений правоохранительной службы предусмотрены продольные полосы жёлтого цвета вдоль краев погон за исключением верхнего и нижнего, а также литера — К, ниже представлены погоны рядового состава:

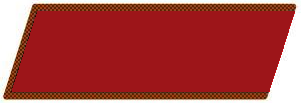
Петличный знак рядового состава РККА, красноармейца, с 1935 года по 1943 год
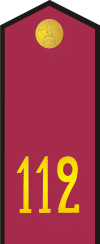
Погон рядового состава РККА, красноармейца, с 1943 года
Погон рядового состава ВМФ ВС СССР, краснофлотца, с 1943 года по 1946 год
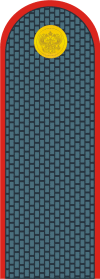
Погон рядового состава полиции — рядовых полиции, в России (к воинскому званию не относится)
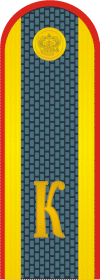
Погон учащегося (курсанта) рядового состава полиции — рядовых полиции — курсантов, в России (к воинскому званию не относится)
Погон рядового состава внутренней службы — рядовых внутренней службы, в России (к воинскому званию не относится)